# Reiche der Herrlichkeit
Die Reiche der Herrlichkeit sind eine wichtige theologische Lehre der Kirche Jesu Christi der Heiligen der Letzten Tage (landläufig „Mormonen“ genannt). Die Lehre hat zwar eine auffallende Ähnlichkeit mit einigen der Lehren des Emanuel Swedenborg, welche im frühen 19. Jahrhundert in den USA einige Popularität erlangt hatten; im Detail ist sie allerdings eine eigenständige. An oder vor einigen Mormonentempeln, z. B. am Frankfurt-Tempel, werden sie durch Sonne, Mond und Sterne symbolisiert.

## Biblische Grundlage

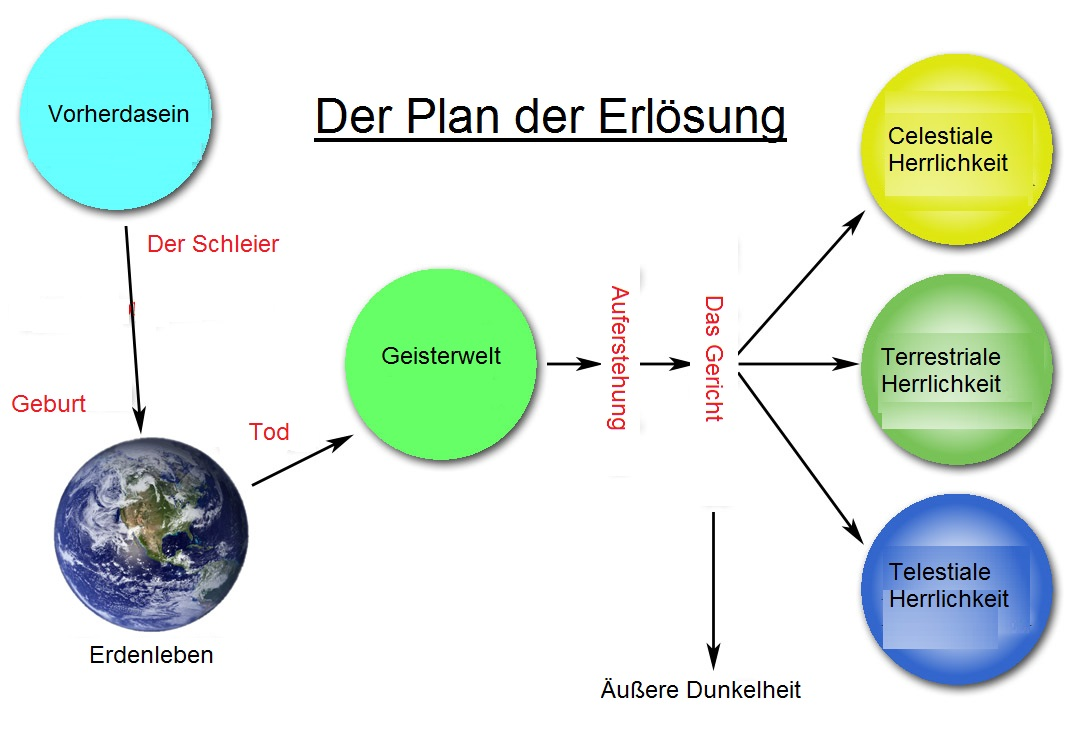
Der Plan der Erlösung wie er von der Kirche Jesu Christi der Heiligen der Letzten Tage gelehrt wird.

Die Kirche nimmt zunächst Bezug auf eine Bemerkung von Apostel Paulus in seinem ersten Brief an die Korinther, Kapitel 15 Verse 40 bis 42, die lautet: „Der Glanz der Sonne ist anders als der Glanz des Mondes, anders als der Glanz der Sterne: denn auch die Gestirne unterscheiden sich durch ihren Glanz. So ist es auch mit der Auferstehung der Toten. Was gesät wird, ist verweslich, was auferweckt wird, unverweslich.“ Diese Verse, zusammen mit anderen Aussagen im Neuen Testament und im Buch Mormon werden dahingehend interpretiert, dass es eine körperliche Auferstehung gebe, nach der im Jüngsten Gericht jeder Mensch einem von drei Reichen der Herrlichkeit zugeteilt werde, gemäß seinem Verhalten in der Zeit der Sterblichkeit. Dabei wird jedoch betont, dass der Mensch zwar seinen Teil dazu tun müsse, die höchste Herrlichkeit zu erreichen, ohne Gnade Gottes und ohne das Sühneopfer Jesu Christi der Mensch aber überhaupt nicht in der Lage sei, auch nur die geringste Herrlichkeit zu erlangen, ja, er würde (ohne das Sühnopfer) gar nicht auferstehen (siehe Buch Mormon, 2. Nephi 9:6–13).
Welche Voraussetzungen entsprechend dieser Lehre zur Erlangung welcher Herrlichkeit führen und was die einzelnen Herrlichkeiten demnach bedeuten, davon spricht der Abschnitt 76 im Buch Lehre und Bündnisse am ausführlichsten. Zum Thema ewige Ehe findet sich wichtiges im Abschnitt 132 dieses Buches.

## Celestiales Reich

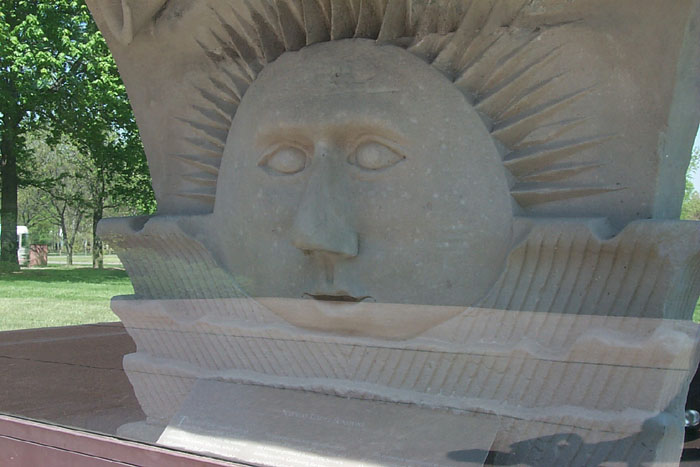
Sonnenstein des Nauvoo-Tempels

Das Celestiale Reich, das mit dem Glanz der Sonne verglichen wird, sei der Wohnort Gottes des Vaters und Jesu Christi. Es wird in mehrere Grade unterteilt. Der höchste Grad bedeute, in voller Gemeinschaft mit Gott dem Vater zu leben, und zwar als Familie. In diesem Zustand brächten Mann und Frau als Götter Geistkinder hervor, für die sie ihrerseits Welten schaffen könnten. Einzig die Erlangung dieser höchsten Herrlichkeit wird als Ewiges Leben bezeichnet, siehe: Erhöhung (Mormonentum).
Diesen höchsten Grad der Herrlichkeit, also eine ewige Familie mit ewiger Vermehrung, könnten nur diejenigen erreichen, die durch die Vollmacht des Priestertums Jesu Christi getauft worden seien, die in einem Tempel der Kirche Jesu Christi der Heiligen der Letzten Tage ihre Begabung empfangen hätten und die dort, ebenfalls durch die Vollmacht des Priestertums, für ewig als Ehepartner aneinander gesiegelt worden seien. Es seien diejenigen, die im Halten der Gebote und als Zeugen für Jesus Christus treu und stark geblieben sind. Wer willentlich keine Ehe eingegangen sei, dem bleibe dieser höchste Grad der Herrlichkeit verschlossen. Er oder sie werde als „dienender Engel“ im celestialen Reich tätig sein, wenn die anderen Voraussetzungen dafür erfüllt sind. Daraus ergibt sich, dass das celestiale Reich somit in mehrere Herrlichkeiten unterteilt ist.
Wer nicht durch die Vollmacht des Priestertums getauft worden sei, könne nach seinem Tod stellvertretend diese unerlässliche heilige Handlung empfangen (siehe Totentaufe), ebenso die Begabung und die Ehesiegelung. Wer keine Gelegenheit gehabt habe, eine Ehe einzugehen oder wessen Ehe ohne seine Schuld zerbrochen sei, der werde nach der Sterblichkeit eine Gelegenheit für eine ewige Ehe erhalten, vorausgesetzt, seine Lebensführung war entsprechend. Wie diese Art der Partnersuche nach dem Tod vor sich geht, ist nach mormonischer Lehre jedoch nicht im Einzelnen geklärt.

## Terrestriales Reich
Das Terrestriale Reich, das entgegen seinem lateinischen Wortstamm „Terra“ mit der Herrlichkeit des Mondes und nicht der Erde verglichen wird, werde von Jesus Christus persönlich besucht, aber die „Fülle des Vaters“ sei den Bewohnern verschlossen. Dort fänden sich alle rechtschaffenen Menschen, die aber im Erdenleben das Zeugnis von Jesus Christus verworfen hätten, womit gemeint ist, die sich bewusst der Kirche Jesu Christi der Heiligen der Letzten Tage nicht angeschlossen haben. In diesem Reich seien keine Vermehrungen und Partnerschaften sowie Ehen zwischen den Bewohnern möglich.

## Telestiales Reich

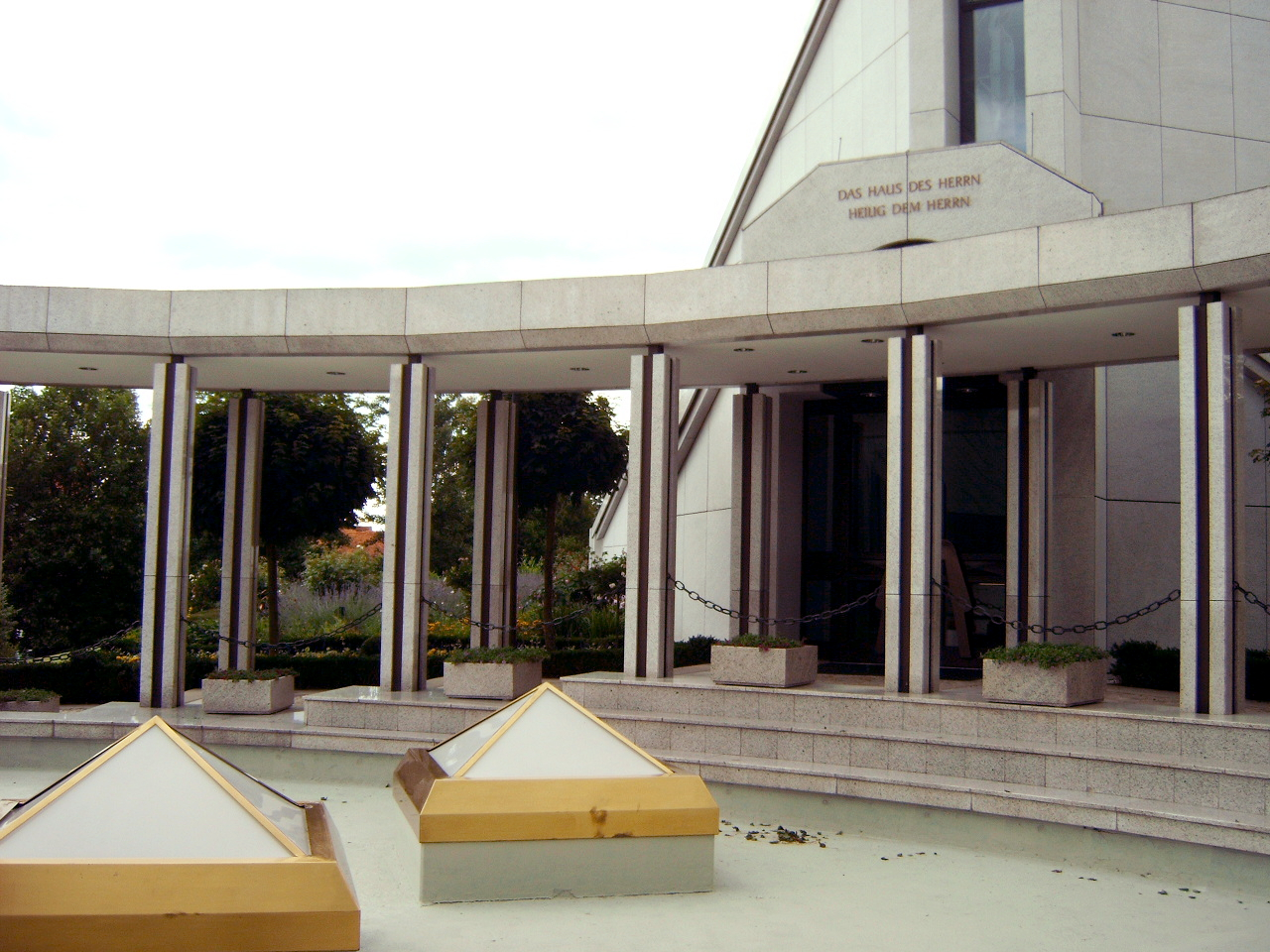
Frankfurt-Tempel: Die beiden Lichter vor dem Eingang symbolisieren die Sterne und damit das Telestiale Reich

Im Telestialen Reich, das mit der Herrlichkeit der Sterne verglichen wird, herrsche der Einfluss des Heiligen Geistes. Jesus Christus komme dort nicht hin. In diesem Reich fänden sich die schlechten Menschen (zum Beispiel Gotteslästerer, Mörder oder Ehebrecher). Ihre Auferstehung finde erst am Ende des Millenniums, der tausendjährigen Herrschaft Jesu Christi, statt. Bis dahin würden sie „dem Satan zur Züchtigung“ übergeben und müssten in der Hölle leiden, bis sie für ihre Sünden bezahlt haben. Jedoch sei die Herrlichkeit des Telestialen Reiches immer noch eine „die alles Verständnis übersteigt“.

## Äußerste Finsternis
Im Mormonentum hängt der Schweregrad einer Sünde vom religiösen Erkenntnisstand des Sünders ab. Ganz wenige Menschen würden demnach gar kein Reich der Herrlichkeit erlangen, sie würden mit dem Satan in die „äußerste Finsternis“ geworfen. Diese werden „Söhne des Verderbens“ genannt. Ein Sohn des Verderbens werde jemand, der durch die Macht des Heiligen Geistes die volle Gewissheit erlangt habe, dass Jesus der Sohn Gottes und der Erlöser ist, und der diesen Umstand und alles was dazu gehört, willentlich und wissentlich leugne und bekämpfe. Diese Sünde setzt, nach mormonischer Auffassung, allerdings so viel Erkenntnis voraus, dass sie die Meisten nicht begehen können. Als Beispiele hierfür gelten Satan und Kain. David habe zwar auch wider besseres Wissen gegen den Heiligen Geist gesündigt, indem er mit Urijas Frau Ehebruch beging und diesen anschließend ermorden ließ, doch sei er vor der ewigen Verdammnis in der äußersten Finsternis bewahrt worden, da er seine Sünden Gott gegenüber gewissenhaft unter Tränen bereut habe. In einer vollkommenen Theokratie, wie sie zu Moses’ Lebzeit bestanden hatte, könnte auch die Blutsühne den Sünder vor der äußersten Finsternis bewahren, was für die Mormonen gegenwärtig allerdings ohne Bedeutung ist, da diese in der heutigen Zeit nicht existiert. Hat ein schwerer Sünder, wie ein Mörder, nicht den Erkenntnisstand der erforderlich wäre, damit sein Vergehen als Sünde wider den Heiligen Geist gilt, erhält er letztendlich Vergebung in dem Sinne, dass er in das Telestiale Reich eingeht, jedoch nicht in dem Sinne, dass ihm das ewige Leben im Celestialen Reich zuteilwird.
Ob es auch Töchter des Verderbens geben kann, ist nach mormonischer Theologie nicht geklärt.

## Alternative Bezeichnungen
Heute werden in der Kirche in der deutschen Sprache die obigen Bezeichnungen verwendet. Diese wurden direkt von den englischen Bezeichnungen übernommen, wie sie Joseph Smith eingeführt hat. Dabei sind die Begriffe „celestial“ und „terrestrial“ wiederum aus dem Lateinischen übernommen und bedeuten wörtlich „himmlisch“ bzw. „irdisch“. Das Wort „telestial“ ist dagegen außerhalb des Mormonismus nicht bezeugt und seine wörtliche Übersetzung ist unbekannt. Früher waren bei den deutschsprachigen Kirchenmitgliedern auch die Bezeichnungen „Himmlische Herrlichkeit“, „Irdische Herrlichkeit“ und „Unterirdische Herrlichkeit“ gebräuchlich.